# Hoplosmia olgae
Hoplosmia olgae är en biart som först beskrevs av Borek Tkalcu 1978. Den ingår i släktet taggmurarbin och familjen buksamlarbin. Inga underarter finns listade i Catalogue of Life.